# Cuarte de Huerva
Cuarte de Huerva é um município da Espanha na província de Saragoça, comunidade autónoma de Aragão. Tem 8,9 km² de área e em 2021 tinha 13 773 habitantes (densidade: 1 547,5 hab./km²).

## Demografia
| Variação demográfica do município entre 1991 e 2004 | Variação demográfica do município entre 1991 e 2004 | Variação demográfica do município entre 1991 e 2004 | Variação demográfica do município entre 1991 e 2004 |
| --------------------------------------------------- | --------------------------------------------------- | --------------------------------------------------- | --------------------------------------------------- |
| 1991                                                | 1996                                                | 2001                                                | 2004                                                |
| 1353                                                | 1720                                                | 1922                                                | 2582                                                |